# Амоа, Джонсон
Джонсон О. Амоа (англ. Johnson O. Amoah; род. 15 августа 1940, Нкоранза) — ганский легкоатлет, выступавший в прыжках в длину и тройном прыжке. Участник летних Олимпийских игр 1968 и 1972 годов.

## Биография
Джонсон Амоа родился 15 августа 1940 года в городе Нкоранза в британской колонии Золотой Берег (сейчас Гана).
В 1966 году участвовал в Играх Британской империи и Содружества наций в Кингстоне. В прыжках в длину занял 9-е место (7,28 метра), в тройном прыжке — 13-е (14,89).
В 1968 году вошёл в состав сборной Ганы на летних Олимпийских играх в Мехико. В тройном прыжке занял 24-е место в квалификации, показав результат 15,65 — на 45 сантиметров меньше норматива, дававшего право выступать в финале. Также был заявлен в прыжках в длину, но не вышел на старт.
В 1970 году занял 5-е место в тройном прыжке на Играх Британского Содружества наций в Эдинбурге (15,73).
В 1972 году вошёл в состав сборной Ганы на летних Олимпийских играх в Мюнхене. В тройном прыжке занял 21-е место в квалификации, показав результат 15,84 — на 36 сантиметров меньше норматива, дававшего право выступать в финале.
В 1974 году занял 4-е место в тройном прыжке на Играх Британского Содружества наций в Крайстчёрче (15,63).

## Личный рекорд
- Тройной прыжок — 16,30 (1972)[8]